# SMI-S
Die SMI-S (Storage Management Initiative - Specification) gilt allgemein als Standard-Basis für zukünftige Management-Umgebungen bei Storage Area Networks. Heterogene Speicher-Infrastrukturen, in denen Massenspeicher-Lösungen unterschiedlicher Anbieter zum Einsatz kommen, sollen sich durch den gemeinsamen, offenen Kompatibilitätsstandard einfacher verwalten lassen.
Inzwischen wurde Version 1.0.2 der Spezifikation in einem Schnellverfahren dem International Committee for Information Technology Standards (INCITS) vorgelegt. Im Jahr 2008 wurde die Version 1.1 als ANSI INCITS 388-2008 beim ANSI standardisiert.
Urheber ist der Branchenverband SNIA (Storage Networking Industry Association).